# アムステルダムのダムとダムラックの眺め (マウリッツハイス美術館)
『アムステルダムのダムとダムラックの眺め』（アムステルダムのダムとダムラックのながめ、蘭: Gezicht op de Dam en het Damrak te Amsterdam, 英: View of the Dam and Damrak in Amsterdam）は、17世紀オランダ絵画黄金時代の画家ヤーコプ・ファン・ロイスダールがキャンバス上に油彩で制作した風景画である。画面下部左側に「v Ruisdael」という署名が記されている。作品は1931年に寄贈されて以来、デン・ハーグのマウリッツハイス美術館の所蔵となっている。アムステルダムの中心的広場、ダム広場で市民警備隊の行進を見物する群衆が鳥瞰図として表現されている。

## 作品
市場における酪農家の不在、オラニエ＝ナッサウ家の旗、そして絵画の様式にもとづき、研究者のシーモア・スライヴは、この制作年が記されていない作品は1670年代後半に描かれたと述べている。一方、マウリッツハイス美術館では1672-1675年ごろに制作されたものとしている。
本作は、シーモア・スライヴの2001年のロイスダール作品総目録で第6番の作品となっている。マウリッツハイス美術館の目録番号は803番である。研究者ホフステーデ・デ・フロートの1911年の総目録では、13番fであるか18番である。
本作と同じ場面を表した同主題作が2点ある。そのうちの1点は、ニューヨークのフリック・コレクションにある『アムステルダムのダムとダムラックの眺め』であり、もう1点はロッテルダムのボイマンス・ヴァン・ベーニンゲン美術館にある『アムステルダムのダムとダムラックの眺め』である。
なお、本作は1999年以来、アムステルダム博物館に長期貸与されている。

## ギャラリー

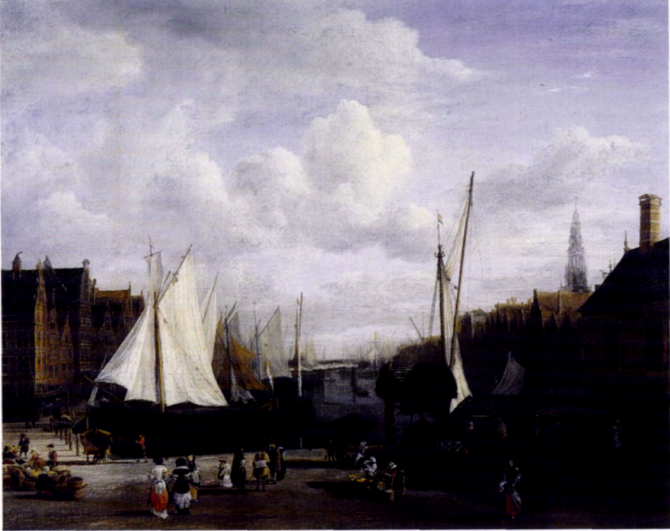
フリック・コレクションの『アムステルダムのダムとダムラックの眺め』
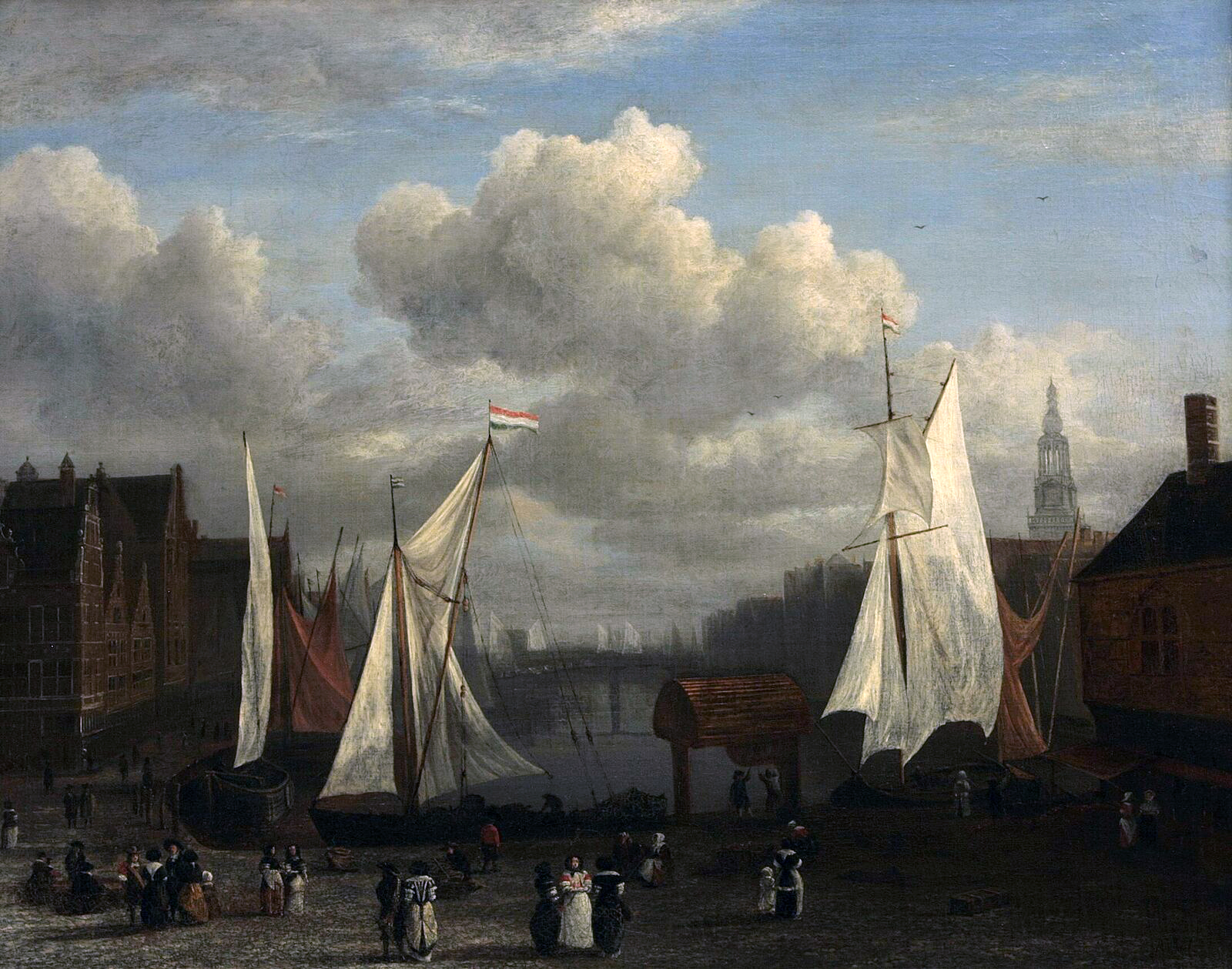
ボイマンス・ヴァン・ベーニンゲン美術館の『アムステルダムのダムとダムラックの眺め』